# Antonin Scalia
Antonin Gregory Scalia (anglická výslovnost [skəˈliːə]IPA, 11. března 1936, Trenton, New Jersey, Spojené státy americké – 13. února 2016, Cibolo Creek Ranch, Marfa, Texas) byl americký právník, jeden ze soudců Nejvyššího soudu Spojených států amerických. Je považován za jednoho z nejvlivnějších zastánců tzv. originalismu, dle něhož má být americká ústava interpretována tak, jak by ji chápal člověk žijící v době její ratifikace.

## Život
Scalia měl italský původ. Byl katolík a zastával pro-life a pro-family postoje. S manželkou měl devět dětí.
Zemřel ve spánku ve svém pokoji na ranči Cibolo Creek Ranch u města Marfa v Texasu. Tento ranč slouží jako rekreační středisko a Scalia se tam účastnil loveckého výletu. Byl členem skupiny 35 lovců, členů mezinárodního Řádu svatého Huberta, elitního spolku, jehož počátky se datují až do střední Evropy konce 17. století, kdy byl rytířským řádem.

## Kariéra a názory
Do Nejvyššího soudu jej jmenoval prezident Ronald Reagan v roce 1986, když se uvolnilo místo poté, co předseda Warren Burger odešel na odpočinek a William Rehnquist povýšil na předsedu.
Soudce proslul svými konzervativními názory a interpretací ústavy odpovídající jejímu původnímu chápání (oproti chápání ústavy jako žijícího organismu, jejíž význam a obsah se mění s plynutím času), ale také tím, že své názory dával hlasitě najevo a měl smysl pro humor i pro divadelní atmosféru v soudní síni.
Jako tradiční katolík neváhal o víře a svých náboženských postojích mluvit i ve svých veřejných vystoupeních. Vystupoval proti homosexuálním svazkům, interrupcím a proti pozitivní diskriminaci. Byl přívržencem trestu smrti a práva na držení zbraní, zakotveného v americké ústavě.
Agentura AP ho označila za „nejvíce provokativního“ člena Nejvyššího soudu, jenž svůj bystrý intelekt a misionářský zápal využíval k tomu, aby soud co nejvíce posunul doprava.

## Spor o Scaliova nástupce
Po Scaliově smrti jen necelých 11 měsíců před americkými prezidentskými volbami roku 2016 očekávala světová média politickou bitvu o nominaci nového soudce mezi demokratickým prezidentem Barackem Obamou a většinově republikánským Senátem USA. Senát, který má právo jmenování soudců potvrdit nebo zamítnout, požadoval po celou dobu až do podzimních voleb, aby byl Scaliův nástupce jmenován až nově zvoleným prezidentem. Obama tak ale chtěl učinit ještě před volbami, v čemž jej podporovala demokratická menšina v Senátu. Nejvyšší soud je ostře rozdělen na konzervativce a liberály, a v případě prosazení Obamova kandidáta mohlo dojít k situaci, že by se soud poprvé za několik desetiletí přiklonil jednoznačně doleva. Obama nakonec za Scaliova nástupce navrhl Merricka Garlanda, dosavadního předsedu federálního odvolacího soudu pro Washington. Republikánští senátoři však o něm nechtěli hlasovat, a podařilo se jim takto Garlandově potvrzení Senátem definitivně zabránit. Krátce po inauguraci republikánského kandidáta Donalda Trumpa jako 45. prezidenta USA, a sice 31. ledna 2017, byl nominován nový kandidát na uprázdněné deváté místo soudce Nejvyššího soudu. Stal se jím konzervativní právník a soudce jednoho z federálních odvolacích soudů Neil Gorsuch, který je známý svým odmítavým postojem vůči umělému přerušení těhotenství. Gorsuch byl posléze Senátem USA do funkce soudce Nejvyššího soudu potvrzen, když bylo zvláštním usnesením prosazeným republikánskou většinou prolomeno tzv. filibustrování (nekonečné debaty) ze strany demokratických senátorů.